# Musclera (indumentària)
La musclera, peça d'origen militar, és una tira de roba que es duu col·locada longitudinalment sobre l'espatlla o muscle d'una camisa, guerrera, capot o altra peça superior de vestir. Consta de tira (cos) amb base (punt d'arrencada de la tira, col·locada a la banda exterior de l'espatlla, vora la costura de màniga) i extrem (terminació de la tira, col·locada a la banda interior de l'espatlla, vora el coll) dotat de trau. Pot ser desmuntable o, predominantment, fixa.
Normalment es duen dues muscleres, una sobre cada muscle.

## Tipologia
La musclera desmuntable s'adjunta a l'espatlla mitjançant sistemes anàlegs al de la pala. El més habitual és que la musclera desmuntable consti d'una sola tira doble, amb dos extrems oberts (i els traus respectius), mentre que l'espatlla de la peça de vestir té cosits una tira de través vora la costura de la màniga i un botó vora el coll; llavors, la tira inferior de la musclera es passa per la tira fixa, i els dos extrems es tanquen al botó.
La musclera fixa (o, pròpiament, semifixa) està cosida per la base a la costura de màniga, i solta per l'extrem, on es pot fixar tot passant el trau per un botó cosit en aquell punt de la peça superior.

## Morfologia
La tira de la musclera pot tenir tres formes alternatives: pot ser recta (musclera recta), és a dir, de la mateixa amplada de la base a l'extrem (l'ús més estès); inclinada (musclera inclinada), és a dir, ampla a la base i estretint-se cap a l'extrem; o, finalment, angular (musclera angular), o sigui, ampla a la base i a l'extrem, i estreta a la part central.
Quant a l'extrem, pot ser apuntat (el més habitual), arrodonit (típic de la tradició alemanya, entre altres) o dret/recte.

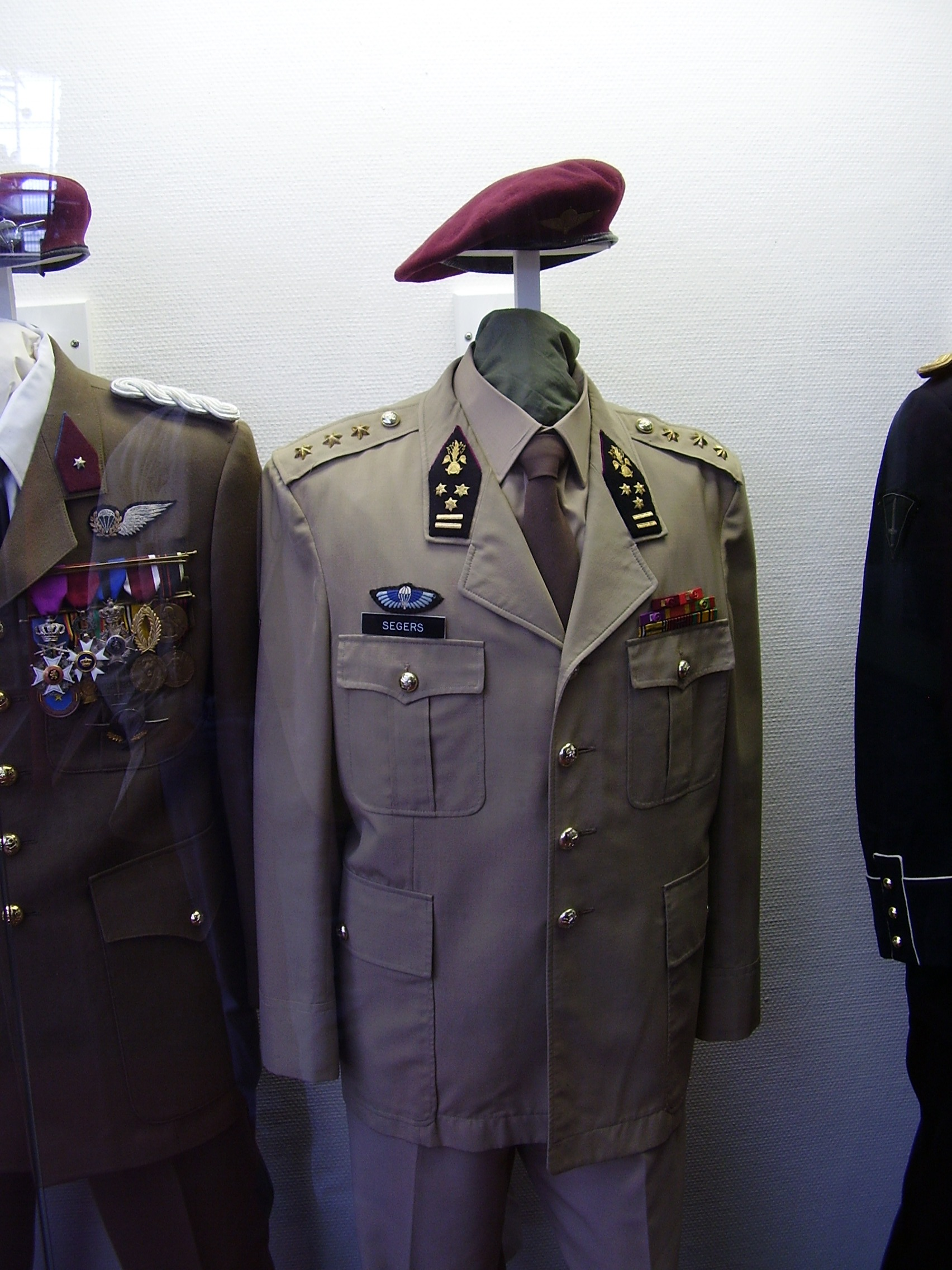
Guerrera d'alt oficial belga amb les divises (tres estrelles) col·locades sobre les muscleres; observeu el botó de tancament (ací, daurat)

## Terminologia
El terme català musclera equival a l'espanyol hombrera; al francès patte d'épaule; a l'italià controspallina; al portuguès platina; al romanès epolet (o, tradicionalment, contraepolet); a l'anglès shoulder strap; a l'alemany Schulterklappe (a Àustria Achselspange); etc.

## Ús i funcions
En principi, la musclera té una funció pràctica: passar-hi una corretja, o objecte similar, per tal que es mantingui en un punt fix i no rellisqui muscle avall; és per això que l'extrem de la musclera no va cosit mai.
En efecte, l'aparició de la musclera, en el segle xvii, com a element de la indumentària militar, fou suscitada per la mateixa necessitat que conserva avui: sosternir les cingles d'on pengen les cartutxeres. De llavors ençà les muscleres han tingut una presència més o menys constant en l'uniforme militar, per bé que durant el segle xviii i bona part del XIX les muscleres pròpiament dites tendiren a ésser arraconades per les xarreteres, fins a cert punt. Amb les xarreteres rellegades a gran gala, des d'inicis del segle XX les muscleres són un element imprescindible de l'uniforme militar en la majoria d'exèrcits (altres exèrcits, però, i sobretot les armades, usen pales).
També existeixen muscleres fetes de cordó trenat, generalment desmuntables i de color daurat o argentat; típiques de l'oficialitat de determinats exèrcits, com l'alemany, avui tendeixen a reservar-se per als uniformes de passeig i gala. Malgrat llur aspecte prou ornamentat, no s'han de confondre amb les xarreteres ni amb les pales.

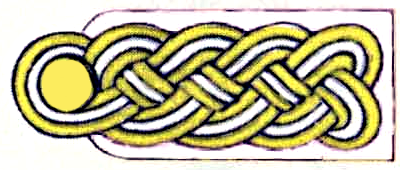
Musclera de cordó trenat de Generalmajor de la Luftwaffe

Alhora, les muscleres militars han estat i són un dels punts bàsics on es col·loquen les divises, bé que en les darreres dècades hi ha una tendència creixent a col·locar-les, no ja directament a la musclera, sinó en una funda de roba (funda de musclera o manegot) que es passa per la musclera i hi queda fixa en botonar aquesta; aquest ús té precedents en la Segona Guerra Mundial.

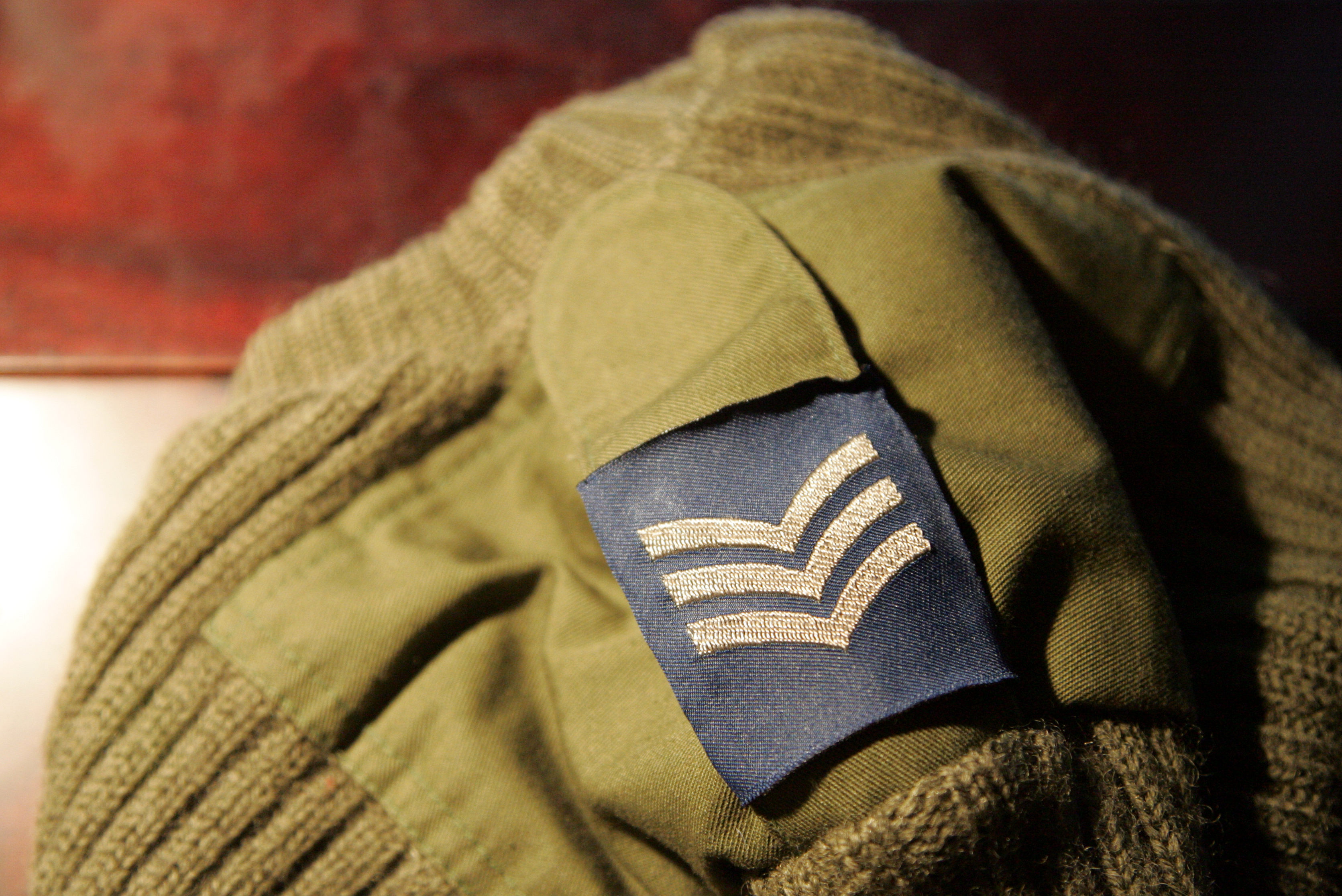
Musclera amb les divises dutes al manegot

En les dues dècades darreres sembla haver-hi una certa tendència a excloure les muscleres de certs uniformes de campanya de nou disseny. Això podria deure's al fet que es preveu dur-los amb armilla antibales en comptes de cingles, amb la qual cosa les muscleres perden la funcionalitat. La tendència, però, no és universal, i, en tot cas, les muscleres continuen present en altres tipus d'uniforme, com ara el de passeig i, generalment, el de diari.

## Ús extramilitar
L'ús de muscleres s'ha estès a altres uniformes més o menys inspirats en els militars, com els de policia i d'escolta. Des dels anys vint són presents en peces de roba civils d'origen militar, com les trinxeres i les saharianes; i, almenys des dels anys seixanta, també en peces superiors de roba civil de tota mena (camises, bruses, caçadores...), però ja com a element optatiu i lligat a la moda de la temporada.